# Ередія
Ередія — місто в Коста-Риці, столиця провінції Ередія, розташоване за десять кілометрів на північ від столиці країни. 

## Клімат
Місто знаходиться у зоні, котра характеризується мусонним кліматом. Найтепліший місяць — травень із середньою температурою 20.6 °C (69 °F). Найхолодніший місяць — січень, із середньою температурою 18.9 °С (66 °F).
| Клімат Ередії           | Клімат Ередії | Клімат Ередії | Клімат Ередії | Клімат Ередії | Клімат Ередії | Клімат Ередії | Клімат Ередії | Клімат Ередії | Клімат Ередії | Клімат Ередії | Клімат Ередії | Клімат Ередії | Клімат Ередії |
| Показник                | Січ.          | Лют.          | Бер.          | Квіт.         | Трав.         | Черв.         | Лип.          | Серп.         | Вер.          | Жовт.         | Лист.         | Груд.         | Рік           |
| Середній максимум, °C   | 24,2          | 25,2          | 26,3          | 26,7          | 25,9          | 25,2          | 25,1          | 25,2          | 25            | 24,6          | 24,4          | 24            | 25,2          |
| Середня температура, °C | 19            | 19            | 20            | 20            | 21            | 20            | 20            | 20            | 20            | 20            | 19            | 19            | 19            |
| Середній мінімум, °C    | 14,6          | 14,6          | 14,6          | 15,1          | 15,7          | 15,6          | 15,6          | 15,5          | 15,2          | 15,3          | 15,5          | 15,3          | 15,2          |
| Норма опадів, мм        | 8             | 11            | 23            | 81            | 279           | 289           | 199           | 255           | 374           | 388           | 164           | 43            | 2113          |
| Днів з дощем            | 14,6          | 14,6          | 14,6          | 15,1          | 15,7          | 15,6          | 15,6          | 15,5          | 15,2          | 15,3          | 15,5          | 15,3          | 182,6         |
| ----------------------- | ------------- | ------------- | ------------- | ------------- | ------------- | ------------- | ------------- | ------------- | ------------- | ------------- | ------------- | ------------- | ------------- |
| Джерело: Weatherbase    |               |               |               |               |               |               |               |               |               |               |               |               |               |

## Інтернет-ресурси
- Offizielle Website der Stadt Heredia [Архівовано 19 вересня 2020 у Wayback Machine.], spanisch
- Klimadaten des Instituto Metereológico Nacional, Costa Rica [Архівовано 25 березня 2008 у Wayback Machine.]